# حلم الطالب المبتدئ

للتوضيح: مربع طول ضلعه x+y، ومساحة سطحه ليست بل تزيد بمقدار.

حلم الطالب المبتدئ (بالإنجليزية: freshman's dream)‏ هو اسم يُطلق في بعض الأحيان على الخطأ:
{\displaystyle (x+y)^{n}=x^{n}+y^{n}} حيث {\displaystyle n} عدد حقيقي (عادة يكون عدد صحيح موجب أكبر من 1).
يحدث هذا الخطأ بشكل شائع بين الطلاب المبتدئين في حساب الأس لمجموع عددين حقيقيين. عندما تكون {\displaystyle n=2}، ولتوضيح سبب الخطأ فإن {\displaystyle (x+y)^{2}} يمكن أن تحسب بشكل صحيح من خلال المتطابقة الشهيرة أو ما يعرف بطريقة FOIL حيث تقول بأن: «مربع مجموع عددين هو مربع الأول + ضعفي الأول في الثاني + مربع الثاني»، حيث يكون الجواب {\displaystyle x^{2}+2xy+y^{2}}.
وعندما تأخذ {\displaystyle n} أعداد صحيحة موجبة أكبر، يعطى الناتج الصحيح بواسطة مبرهنة ثنائية الحد.
ويُطلق اسم «حلم الطالب المبتدئ» في بعض الأحيان أيضاً على المبرهنة التي تقول بأنه: لكل عدد أولي {\displaystyle p}، إذا كان العددان {\displaystyle x} و {\displaystyle y} مقدارين من حلقة تبادلية مميزها هو (characteristic) {\displaystyle p} فإن: {\displaystyle (x+y)^{p}=x^{p}+y^{p}} ; في هذه الحالة يكون هذا «الخطأ» هو في الواقع الجواب الصحيح، وذلك لأن تقسيم {\displaystyle p} على كل المعاملات الثنائية يُبقي العددان الأول والأخير.

## أمثلة
- {\displaystyle (1+4)^{2}=5^{2}=25} في حين أن: {\displaystyle 1^{2}+4^{2}=17}
- {\displaystyle {\sqrt {(x+y)^{2}}}} لا تساوي {\displaystyle {\sqrt {(x)^{2}}}+{\sqrt {(y)^{2}}}=\left|x\right|+\left|y\right|}

على سبيل المثال: {\displaystyle {\sqrt {9+16}}={\sqrt {25}}=5} وهذا لا يساوي 3+4 = 7 . في هذا المثال تم ارتكاب الخطأ من أجل الأس {\displaystyle n=1/2}

## برهان
لكل عدد أولي {\displaystyle p}، إذا كان العددان {\displaystyle x} و {\displaystyle y} مقدارين من حلقة تبادلية مميزها (characteristic) هو {\displaystyle p} فإن: {\displaystyle (x+y)^{p}=x^{p}+y^{p}}
يمكن برهان ذلك عند تطبيق مبرهنة ثنائية الحد حيث:
{\displaystyle (x+y)^{p}=\sum _{i=0}^{p}{\binom {p}{i}}x^{i}y^{p-i}}.
حيث:
.{\displaystyle {\binom {p}{i}}={\frac {p!}{(p-i)!i!}}=p\!\cdot \!{\frac {(p-1)!}{(p-i)!i!}}}
فعندما يكون {\displaystyle p} عددا أوليا
و {\displaystyle 1\leq i\leq p-1}
فإن {\displaystyle i!} وكذلك {\displaystyle (p-i)!} لا تقبلان القسمة على {\displaystyle p}.
و تكون {\displaystyle {\frac {(p-1)!}{(p-i)!i!}}} هو العدد الصحيح {\displaystyle m} حيث أن
{\displaystyle {\binom {p}{i}}=pm\equiv 0}.
لذا {\displaystyle (x+y)^{p}=x^{p}+y^{p}}.